# Runas húngaras
As Runas húngaras (em húngaro : székely magyar rovásirás ou simplesmente rovás) são um sistema de escrita já extinto que provém claramente de escritas turcomanas e foram utilizadas desde o século VII até 1850 em certas áreas da Hungria e ainda na Transilvânia (hoje Romênia).  Eram a escrita mais utilizada para o húngaro até o século X, quando o rei Estevão I da Hungria impôs o uso do alfabeto latino.

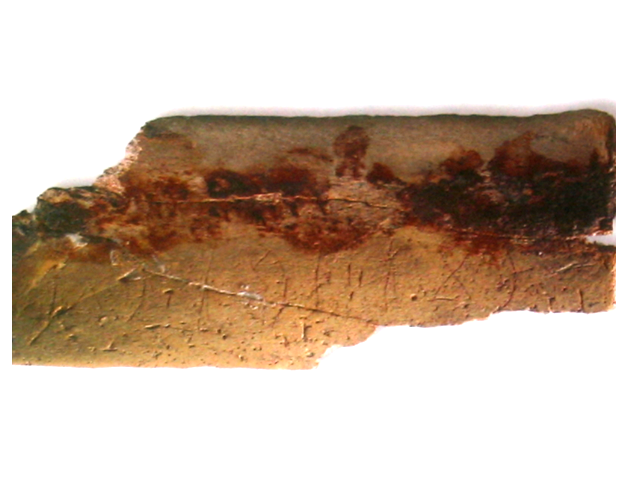
Inscrição encontrada em Homokmégy-Halom, datando do séc. XI

## Escrita
As runas húngaras eram escritas tanto da esquerda para a direita, como da direita para a esquerda (preferencial) e ainda em bustrofédon. Como suas letras correspondiam exatamente aos fonemas do húngaro, essa escrita seria mais condizente com o húngaro do que o alfabeto latino.
Eram 41 letras, 5 símbolos para poucos casos de maiúsculas (capita dictionum), havendo ainda símbolos próprios para números: Zero, Um, Cinco, Dez, Cinquenta, Cem, Mil, formando-se as quantidades de forma similar aos numerais romanos.
As palavras eram separadas por três pontos sobrepostos na vertical; não havia distinção entre letras maiúsculas e minúsculas;
Por vezes uma só letra significava uma das palavras mais usadas; também por vezes as vogais não eram escritas, como num abjad, exceto quando sua falta causasse ambigüidade.

## Amostra de texto
(transliterado) de escritura encontrada:
(Ezt) az Úr születése utáni 1501. évben írták. Mátyás, János, István kovácsok csinálták. Mátyás mester (és) Gergely mester csinálták [uninterpretable].
Português
(isto) foi escrito 1501 anos após o nascimento do Senhor. Matias, João, Estevão ferreiro o fizeram. Mestre Matias (e) Mestre Gregório o fizeram.

## Unicode
- Jenő Demeczky, Dr. Gábor Hosszú, Tamás Rumi, László Sípos, Dr. Erzsébet Zelliger: Revised proposal for encoding the Rovas in the UCS. Individual Contribution for consideration by UTC and ISO/IEC JTC1/SC2/WG2, 2012-10-17.